# Estadio Toyota (Texas)
El Estadio Toyota es un estadio ubicado en Frisco, Texas, un suburbio al norte de Dallas. Construido y propiedad de la ciudad de Frisco, este estadio con capacidad para 20,500 personas se inauguró en 2005. Anteriormente, se llamó «Pizza Hut Park» hasta que el contrato con la franquicia de restaurantes expiró y no fue renovado.
El estadio es la casa del equipo de la Major League Soccer FC Dallas y fue una de las principales sedes de la InterLiga, un torneo clasificatorio disputado entre clubes de la MLS y la Liga MX. También fue sede de las Copa de Oro de la Concacaf de 2015 y 2017.
Fuera del fútbol, también alberga el Campeonato Nacional de la División I FCS de Fútbol Americano de la NCAA y también es la sede de la National Soccer Hall of Fame.

## Copa de Oro de la CONCACAF 2015
| Fecha              | Fase         | Equipo         |                           | Resultado |                     | Equipo   | Espectadores |
| ------------------ | ------------ | -------------- | ------------------------- | --------- | ------------------- | -------- | ------------ |
| 7 de julio de 2015 | Primera fase | Panamá         | Bandera de Panamá         | 1-1       | Bandera de Haití    | Haití    | 18 008       |
| 7 de julio de 2015 | Primera fase | Estados Unidos | Bandera de Estados Unidos | 2-1       | Bandera de Honduras | Honduras | 21 284       |